# Riktningsderivata
Inom matematik, särskilt flervariabelanalys, är riktningsderivata ett mått på hur snabbt en funktion förändras i en viss riktning. Givet en reellvärd funktion f, en punkt a och en linje x = a + tv där v är en enhetsvektor, ges riktningsderivatan i riktningen v av
{\displaystyle f'_{v}(\mathbf {a} )=\lim _{t\to 0}{\frac {f(\mathbf {a} +t\mathbf {v} )-f(\mathbf {a} )}{t}}}
Med hjälp av gradienten kan riktningsderivatan även uttryckas på den mer praktiska formen
{\displaystyle f'_{v}(\mathbf {a} )=\nabla f(\mathbf {a} )\cdot \mathbf {v} }.
Riktningsderivatan utgör en generalisering till godtyckliga riktningar av den partiella derivatan, som fås då v sätts lika med en basvektor.

## Bevis
Vi visar att
{\displaystyle f'_{v}(\mathbf {a} )=\lim _{t\to 0}{\frac {f(\mathbf {a} +t\mathbf {v} )-f(\mathbf {a} )}{t}}=\nabla f(\mathbf {a} )\cdot \mathbf {v} }
Sätt {\displaystyle h(t)=f(\mathbf {a} +t\mathbf {v} )}, vi har då
{\displaystyle \lim _{t\to 0}{\frac {f(\mathbf {a} +t\mathbf {v} )-f(\mathbf {a} )}{t}}=\lim _{t\to 0}{\frac {h(t)-h(0)}{t}}=h'(0)}
Men enligt kedjeregeln är {\displaystyle h'(t)=\nabla f(\mathbf {a} +t\mathbf {v} )\cdot \mathbf {v} }. Påståendet följer genom att sätta {\displaystyle t=0}.